# Svitlana Haliuk
Svitlana Valentínivna Haliuk (en ucraïnès Світлана Валентинівна Галюк) (Luhansk, 19 de novembre de 1987) és una ciclista ucraïnesa. Especialista en pista, el seu major èxit ha estat la medalla de plata aconseguida als Campionats del món de persecució per equips.

## Palmarès en pista
- 2009
  -  Campiona d'Europa sub-23 en Persecució per equips (amb Léssia Kalitovska i Anna Nagirna)

### Resultats a laCopa del Món
- 2007-2008
  - 1a a Pequín i Los Angeles, en Persecució per equips
- 2011-2012
  - 1a a Pequín, en Persecució per equips

## Palmarès en ruta
- 2011
  -  Campiona d'Ucraïna en contrarellotge